# Torhorst-Gesamtschule
Die Torhorstschule in Oranienburg ist eine öffentliche Schule im Land Brandenburg in der Trägerschaft des Landkreises Oberhavel. Die Torhorstschule (Gesamtschule mit gymnasialer Oberstufe), kurz: „Torhorst“ genannt, gibt es seit 1982. An der idyllisch an einem Havelarm gelegenen Schule lernen und arbeiten zurzeit 728 Schüler und 62 Lehrer. Schulleiterin ist derzeit Manuela Brüssow, ihre Stellvertreterin Regine Lesniak.
Mit vielen Aktivitäten wird die Schule dem breiten Interessenspektrum ihrer vielen Schüler der Klassenstufen 7–13 gerecht und fördert Eigeninitiative und Kreativität. So wurde gemeinsam mit den Schülern eine Begegnungsbühne entworfen und auf dem Schulgelände gebaut, die für die musische und künstlerische Förderung im und außerhalb des Unterrichts genutzt wird. Das Projekt wurde 2004 mit dem „Goldenen Floh“, dem Förderpreis für praktisches Lernen, durch das Land Brandenburg ausgezeichnet. Schulpartnerschaften gibt es zu Schulen in Bagnolet (Frankreich) und Melnik (Tschechien). Im Jahr 2011 wurde die Torhorstschule als 46. Schule im Land Brandenburg mit dem Titel „Schule OHNE Rassismus – Schule MIT Courage“ ausgezeichnet.

## Geschichte
Das Gebäude der Schule wurde 1982 nach zweijähriger Bauzeit an die Schüler und Lehrer übergeben und als Polytechnische Oberschule (Klassen 1–10) eingeweiht. Ihren Namen erhielt sie nach den Geschwistern Marie und Adelheid Torhorst. Nach der Umstrukturierung bekam sie 1991 den Status einer Gesamtschule. 1994 wurde ihr die Berechtigung zur Einrichtung einer gymnasialen Oberstufe verliehen und 1997 legte der erste Jahrgang das Abitur ab. In den letzten Jahren wurde das Gebäude innen und außen saniert. Die Schule verfügt über modern eingerichtete Fachkabinette mit entsprechenden Vorbereitungsräumen, drei Informatikräumen, eine modern eingerichtete Schulküche, eine Cafeteria, eine Aula, eine Sporthalle und einen Sportplatz. Für den Musikunterricht stehen Musikräume mit einer Vielzahl von Instrumenten zur Verfügung.
13 Jahre lang fand im Anschluss an die traditionelle Projektwoche unter Leitung von Herrn Faatz sowie Frau Heyn die Kulturwerkstatt als kultureller Höhepunkt des Schuljahres mit großem Publikumszuspruch statt. Die letzte Werkstatt trug den Arbeitstitel „Alles auf Anfang“. Damit war die erste Weiche für neue Projekte gestellt.
Im Schuljahr 12/13 begingen alle Schülerinnen und Schüler gemeinsam mit der Lehrerschaft sowie den Eltern und vielen Ehemaligen das 30-jährige Schuljubiläum. Anlässlich dieses Ereignisses wurde ein Projektchor ins Leben gerufen, der aus über 130 Schülerinnen und Schülern bestand. Zahlreiche andere Projekte bereicherten das Festgeschehen. Anlässlich der Projektwoche und des Sommerfests 2013 gab es eine „Romeo und Julia“-Inszenierung, welche von den 9. und 10. Klassen aufgeführt wurde.